# جمال الاتاسی
جمال الاتاسی (عربی: جمال الأتاسي)؛ (زاده آوریل ۱۹۲۲ – درگذشته ۳۰ مارس ۲۰۰۰) یک متفکر ملی عرب و تحصیلات وی در فرانسه بود. وی دکترای روانپزشکی و اعصاب داشت.

## زندگی‌نامه
جمال الاتاسی در شهر حمص در سوریه در یک خانواده اصیل متولد شد. وی به همراه میشل عفلق و صلاح بیطار از بنیانگذاران حزب سوسیالیست عربی بعث بود ولی وی بعداً به ناصریسم روی آورد.
وی در این رابطه می‌گوید: من از پایه‌گذاران حزب بعث بودم حزبی که در دهه‌های ۴۰ و۵۰ مشعل آزادی و وحدت را بردوش داشت. تا زمانی که متوجه شدم عبدالناصر و قیام او یک فرصت تاریخی است.

## افکار
جمال الاتاسی به سوی سوسیالیسم قومی روی آورد، وی این افکار را به هنگام اقامت در فرانسه کسب کرده بود. یک روزنامه‌نگار سوری بنام غسان الامام، وی را «پدر سوسیالیسم سوریه» “ توصیف می‌کند.
وی علاوه بر «آرمان وحدت عربی» به مسائلی از قبیل «الجزایر در ابتدای دوران استعمار» و «آرمان فلسطین» و نیز «محاصره عراق» توجه داشت.